# 1833 aux États-Unis
Pour des articles plus généraux, voir Chronologie des États-Unis et 1833.
Chronologie des États-Unis
- 1829
- 1830
- 1831
- 1832
- 1833
- 1834
- 1835
- 1836
- 1837

Cette page concerne des événements d'actualité qui se sont produits durant l'année 1833 du calendrier grégorien aux États-Unis.

## Gouvernement
- Président : Andrew Jackson Démocrate
- Vice-président : Martin Van Buren Démocrate à partir du 4 mars
- Secrétaire d'État :  Edward Livingston puis Louis McLane à partir du 29 mai
- Chambre des représentants - Président :   Andrew Stevenson Démocrate jusqu'au 4 mars puis à partir du 2 décembre

## Événements
- 2 mars : le Congrès des États-Unis vote le Force Bill, loi destinée à faire appliquer les tarifs douaniers de 1828, dont certains sont abaissés en raison de l’opposition de nombreux États (la Caroline du Sud a décidé de prendre les armes en janvier pour manifester son refus d’appliquer la loi).
- 4 mars :
  - Cérémonie d'investiture à Washington D.C. du président des États-Unis, Andrew Jackson, pour un deuxième mandat.
  - Système des dépouilles aux États-Unis : la quasi-totalité de l’administration est remplacée sous Andrew Jackson.
- 1er avril : Prudence Crandall ouvre la première école pour Afro-Américaines de Nouvelle-Angleterre, malgré l'opposition de la population locale.
- 1er-13 avril : des colons américains sécessionnistes se réunissent pour une Convention à San Felipe au Texas sous l’initiative de Stephen F. Austin pour jeter les bases d’un programme dont le but est d’obtenir l’indépendance du Texas. La Constitution prévue s’inspire de celle des États-Unis[1].
- 29 avril : création de la Utica and Schenectady Railroad qui deviendra la New York Central.
- 6 juin : le Président Andrew Jackson devient le premier président à voyager en train.
- 12 août : la ville de Chicago, avec 350 habitants, se constitue, sur la rive nord de l'embouchure de la rivière Chicago, avec une charte[2].
- 2 septembre : ouverture du collège d’Oberlin (Ohio), le premier à admettre les femmes et les Noirs.
- 26 et 27 septembre : second traité de Chicago entre les Commissaires des États-Unis et les peuples amérindiens Outaouais, Chippewa et Potawatomis pour permettre l'établissement officiel de ce qui deviendra la ville de Chicago[3].

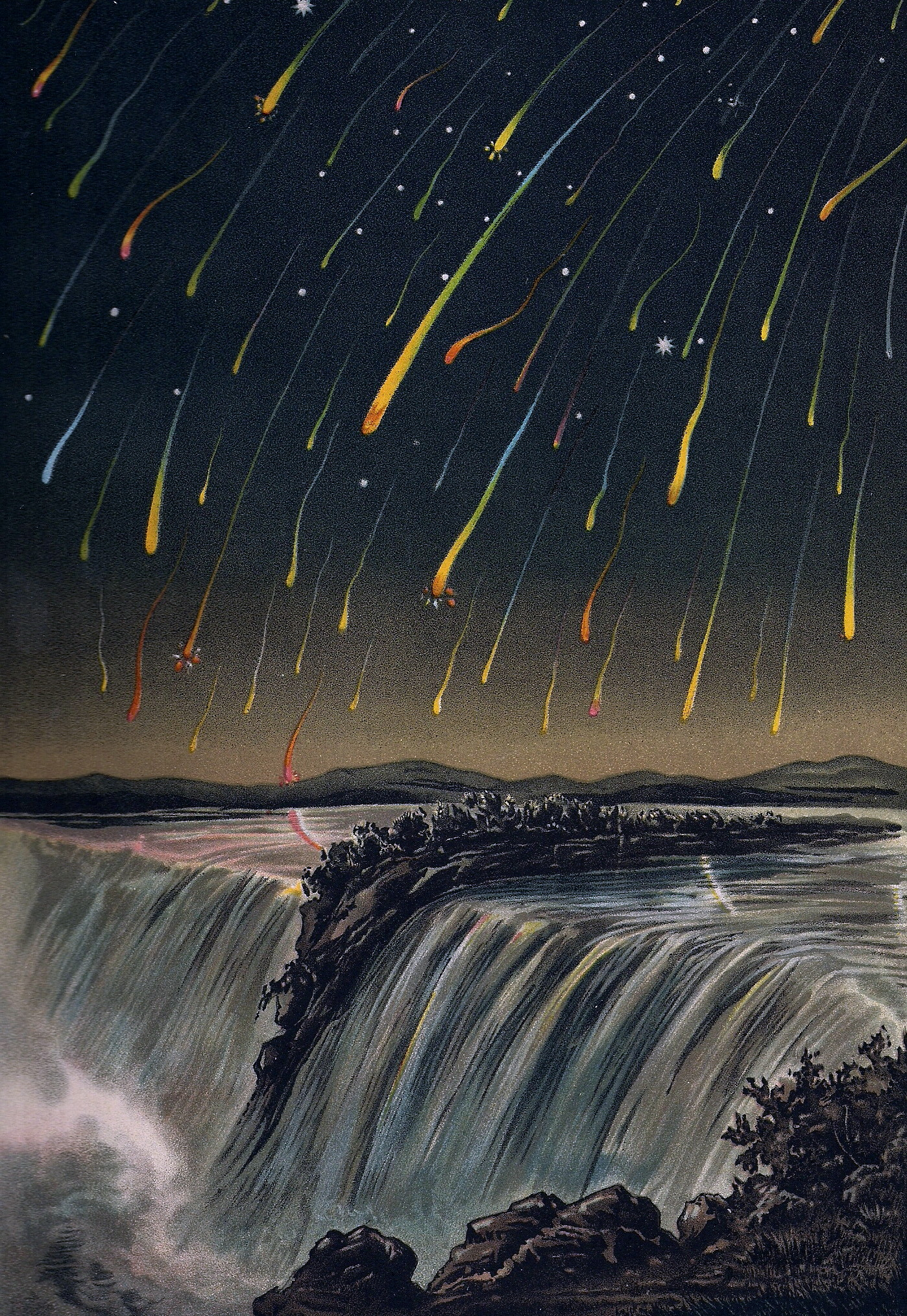
12-13 novembre : pluie d'étoile en Alabama (Léonides).

- 12-13 novembre : pluie d'étoile en Alabama (Léonides).
- Décembre : la Société anti-esclavagiste américaine (American Anti-Slavery Society) est fondée à Philadelphie[4].

## Naissances
- 20 août : Benjamin Harrison, vingt-troisième président des États-Unis, élu pour un mandat de 1889 à 1893.

## Décès
- 20 août : Louis LeFleur, (1762-1833), explorateur, négociant et militaire franco-louisianais, né à La Mobile en Louisiane française ; mourut à Hot Springs, dans l'Arkansas.

#### Articles généraux
- Histoire des États-Unis de 1776 à 1865
- Évolution territoriale des États-Unis
- Piste des Larmes